# Luperce Miranda
Luperce Miranda (* 28. September 1904 in Recife, Pernambuco; † 5. April 1977 in Rio de Janeiro), eigentlich Luperce Bezerra Pessoa de Miranda, war ein brasilianischer Mandolinist und Komponist.

## Leben
Luperce Miranda erlernte die Musik von seinem Vater und seinen zehn Geschwistern, die allesamt Musiker waren. Der Vater bildete mit der Familie zu Hause ein kleines Orchester. Luperce Miranda wurde schnell zu einem Virtuosen auf allen Saiteninstrumenten vom Cavaquinho über die Gitarre bis zur Mandoline. Seine erste Komposition, einen Frevo, schrieb er mit 19 Jahren. Ein Jahr später gründete er das Jazz-Orchester Leão do Norte, in dem er Piano spielte. 1927 stellte er die Gruppe Turunas da Mauricéa zusammen, die bald nach Rio de Janeiro ging und dort große Erfolge hatte, unter anderem mit der Komposition Pinião im Karnaval 1928. Als er später zusammen mit Dino 7 Cordas, dem Erfinder der siebensaitigen Gitarre, eine neue Gruppe gründete, wurde sein Name in ganz Brasilien bekannt.
Er komponierte mehr als 500 Stücke und nahm an über 700 Schallplattenaufnahmen teil. Seine Soli mit Mandoline und Cavaquinho sind auf vielen der bekanntesten Interpretationen populärer Musik Brasiliens zu hören, wie etwa Até amanhã von Cabide de Molambo und No tabuleiro da baiana.

## Werkauswahl
- A farra o Olegário
- A gia
- A vida assim é melhor
- A vida é boa
- Achei um ninho
- Agüenta a mão
- Agüenta meu bem
- Ai Maria
- Alma e coração
- Alma em delírio
- Ao luar
- Arranca a casaca
- Barão
- Barulhento
- Bate palmas
- Bela gaúcha
- Bela roseira
- Bernardino
- Bonita
- Buliçoso
- Cadê meu pinto
- Cafuço brincando
- Cananéa
- Caprichos
- Cavaquinho de ouro
- Caboco zangado
- Cada macaco no seu galho
- Co-lo-do-chi
- Corre, corre
- Beleza do sertão
- Ela é
- Eu te amo
- Festa no Pina
- Foi um sonho
- Frevo pernambucano
- Gozado
- Helena
- História de um bandolim
- Lá vai madeira
- Lá vem a lua
- Lábios de fogo … coração de gelo
- Lindete
- Lúcia
- Lucinete
- Macaco saruê
- Manda virá
- Me deixa em paz
- Me deixa, Xavier
- Meu samba novo
- Minas Gerais
- Minha pareia
- Moto-contínuo
- Mulata boa
- Não fui eu
- Não há nada…
- Não gosto de você
- Não te arrecebo
- Não te deixarei
- Noite de minha terra
- Norival aos sessenta
- O caboclo alegre
- O pequeno tururu
- O trem tapou
- Onde vai na carreira
- Padece
- Pasro do sertão
- Penera as asas
- Periquito voou
- Picadinho à baiana
- Pinião
- Pisa pilão
- Pra frente é que anda
- Pra onde vai muié?
- Pra quem gosta de nós
- Prelúdio em ré maior
- Primoroso
- Quando me lembro
- Quem foi que isse
- Rigoroso
- Risonha
- Sacode a saia morena
- Samba da meia-noite
- Samba de São joão
- Sangaruga
- Segura o dedo
- Sempre que eu me lembro
- Sertão do Surubim
- Seu Nelson esse é seu
- Só … Papo
- Solta o gado
- Sou de Minas Gerais
- Sozinho
- Taco no taco
- Taes com medo
- Tezinha
- Totoca
- Um beijinho de você
- Vaca maiada
- Vamo vadiá
- Vamos dançar
- Xou, Juriti
- Xô-xô
- Zoé